# Roquedur
Roquedur település Franciaországban, Gard megyében. Lakosainak száma 265 fő (2022. január 1.). Roquedur Saint-André-de-Majencoules, Saint-Bresson, Saint-Julien-de-la-Nef, Sumène és Le Vigan községekkel határos.

## Népesség
A település népessége az elmúlt években az alábbi módon változott:
| Lakosok száma | 103  | 116  | 133  | 224  | 232  | 254  | 257  | 260  | 264  | 265  |
|               | 1968 | 1982 | 1990 | 2006 | 2013 | 2015 | 2017 | 2019 | 2020 | 2022 |